# فریتاتا
فریتاتا یک غذای سنتی ایتالیایی با پایهٔ تخم‌مرغ می‌باشد که شباهت‌های زیادی با املت و کیش داشته و به‌طور سنتی با مخلفاتی چون گوشت، پنیر، تره‌بار و پاستا پر می‌شده‌است.

## مواد لازم
یکی از انواع فریتاتا، فریتاتای پنیری است که مواد لازم آن بدین صورت است:
- فلفل دلمه‌ای: یک عدد
- تخم مرغ: ۴ عدد
- فتوچینی یا پاستا: ۱۵۰ گرم
- روغن: به مقدار لازم
- نمک و فلفل: به مقدار لازم
- شیر: نصف فنجان
- پنیر پارمزان: یک فنجان
- ریحان: چند برگ
- قارچ: چند عدد

## طرز تهیه
ابتدا تخم مرغ‌ها را در یک ظرف شکسته و به همراه شیر خوب با چنگال یا همزن دستی کاملاً هم بزنید و نمک و فلفل را به آن اضافه کنید. از سوی دیگر درون قابلمه‌ای آب جوش آورده و پاستاها را درون آن بریزید تا نرم شوند و سپس داخل آبکش بریزید تا آب آن گرفته شده و کمی خنک شوند. تابه‌ای نچسب را برداشته و در آن روغن بریزید و روی شعله ملایم گاز بگذارید. فلفل دلمه‌ای و قارچ را ریز خرد کنید و در تابه تفت دهید. سپس تخم مرغ را اضافه کنید و بگذارید تا خودش را بگیرد وقتی تخم مرغ‌ها کمی خودش را گرفت فتوچینی را روی آن بریزید و ریحان ریز خرد شده و پنیر پارمزان رنده شده را روی آن پخش کنید. تابه را به مدت ۱۰ دقیقه داخل فر با حرارت بالا یعنی همان گریل قرار دهید تا روی غذا برشته شود. شام خوشمزه و متفاوت شما آماده است می‌توانید آن را سرو کنید.